# Josephine Diebitsch Peary

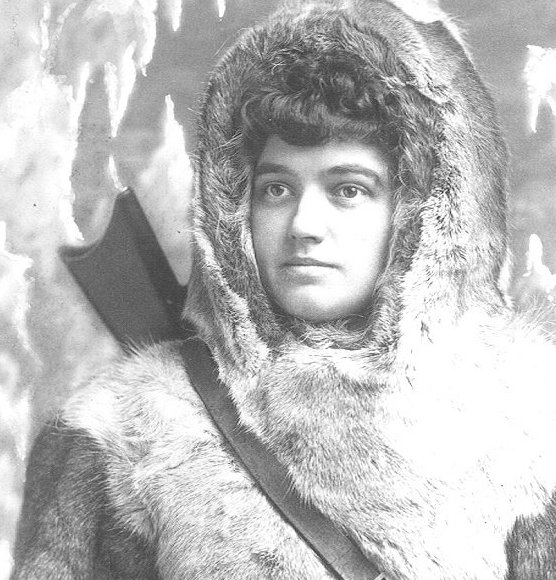
Josephine Diebitsch Peary studioportret in 1892, na haar expeditie naar Groenland

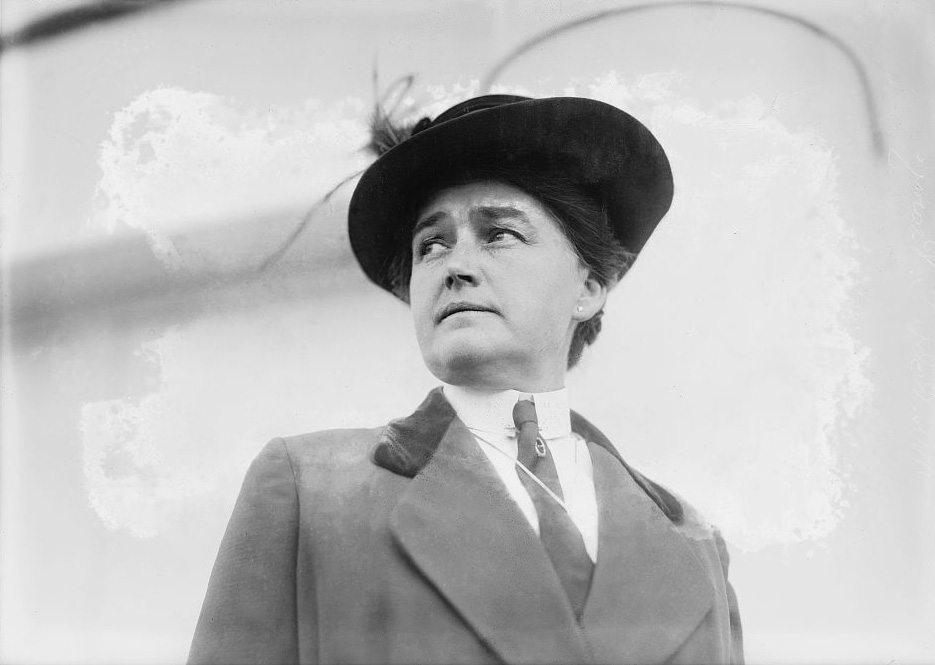
Peary circa 1913

Josephine Cecilia Diebitsch Peary (22 mei 1863-19 december 1955) was een Amerikaanse auteur en poolreiziger.

## Jeugd en opleiding
Zij werd geboren als Josephine Cecilia Diebitsch in Maryland, op 22 mei 1863. Haar moeder, Magdalena Augusta Schmid Diebitsch, kwam uit Saksen. Haar vader, Hermann Henry Diebitsch, was een officier uit Pruisen. Tijdens de burgeroorlog werd hun familieboerderij verwoest, wat leidde tot een verhuizing naar Washington, DC . Hermann werd later een griffier in de afdeling "uitwisselingen" van het Smithsonian Institution. Ze had een broer, Emil Diebitsch, die later burgemeester werd van Nutley, New Jersey, en een zuster, Marie Diebitsch die in Washington woonde.
Josephine studeerde aan het Spencerian Business College waar ze in 1880 afstudeerde als beste student; daardoor gaf zij ook de afscheidsrede tijdens de afstudeerceremonie. Haar opleiding stoomde haar klaar voor de verschillende administratieve banen bij het Smithsonian en het Amerikaanse ministerie van Binnenlandse Zaken.

## Huwelijk, poolreizen en publicaties
Robert Edwin Peary werd in 1856 in Pennsylvania geboren. Hij ging naar het Bowdoin College in Brunswick, Maine. Josephine Diebtisch ontmoette Robert Peary voor het eerst in 1885 toen ze naar de dansles ging. Ze trouwde met hem op 11 augustus 1888. Ze vergezelde hem vaak op zijn noordelijke reizen, waar ze over de ijsvelden noordelijker reisde dan een blanke vrouw ooit gedaan had. Ze vergezelde hem op zes van zijn Arctische expedities en werd beschouwd als een First Lady of the Arctic. Haar gretigheid om de wereld te verkennen, bracht haar ertoe haar man te vergezellen tijdens zijn tweede expeditie naar Groenland van 1891-1892. Tijdens hun huwelijk leidde Robert Peary met succes een expeditie naar de Noordpool. Dit leverde hem de titel op van de eerste blanke man die het Noordpoolgebied verkend had. Dit keer bleef Josephine Diebitsch thuis op Casco Bay's Eagle Island in Maine, dat Peary in 1877 had gekocht. 
Josephine schreef My Arctic Journal (1893) tijdens de expeditie van 1891-1892, die de wereld een beeld gaf van de Inuit-cultuur en de Arctische geografie. Josephine Peary was een actieve deelnemer aan al haar reizen naar Groenland, en toonde haar talenten als een jager van rendieren, sneeuwhoenders en ander wild voor voedsel en kleding.
Josephine Diebitsch en Robert Peary kregen twee kinderen. Hun dochter Marie Ahnighito Peary werd geboren in 1893. Zij  werd bekend als "Snow Baby" en werd minder dan dertien graden van de Noordpool geboren. Ze kregen ook een zoon, Robert E. Peary Jr. Hoewel beide kinderen arctische avonturiers waren, werd Robert Jr. later bouwingenieur. Ze kregen ook drie kleinkinderen, commander Edward Peary Stafford, USN, Robert E. Peary III en luitenant J.G. Peary Diebitsch Stafford, USN
Robert Peary stierf op 20 februari 1920. Na zijn dood vestigde Josephine zich in 1932 in Portland, Maine. Josephine Peary stierf op 19 december 1955 op 92-jarige leeftijd.

## Publicaties
- My Arctic Journal (1893)
- The Snow Baby (1901)
- Children of the North (1903)[4]

## Prijzen en prestaties
- Ontving de hoogste onderscheiding van de National Geographic Society, de Medal of Achievement, voor haar Arctische prestaties.[4]
- Charterlid van de Philadelphia Geographic Society en de Appalachian Mountain Club.[6]
- Erelid van een Woman Geographers Club.[6]